# Amerikai sárgafenyő

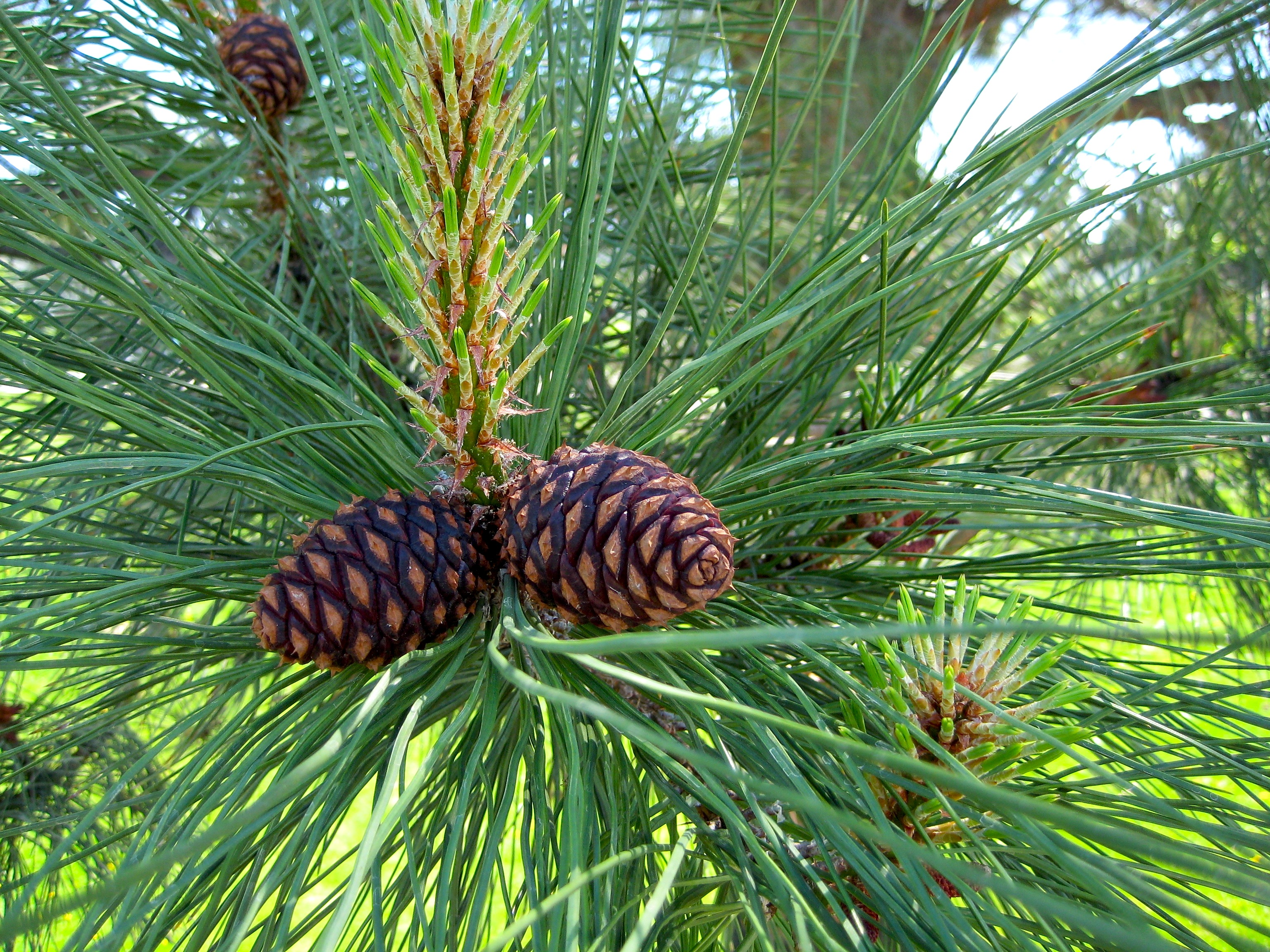
Ágvég éretlen tobozokkal

Az amerikai sárgafenyő (gesztesfenyő, Pinus ponderosa) a fenyőalakúak (Pinales) tűnyalábos fenyők nemzetségének egyik faja.

## Elterjedése, élőfordulása
Észak-Amerika Brit-Kolumbiától Közép-Kaliforniáig: Kelet-Montana, Észak-Dakota, Nebraska, Colorado, Texas nyugati része, valamint Észak-Mexikó.

## Megjelenése
30–50 m magasra növő fa. A legnagyobb ismert példány 72 méter magas, törzsének átmérője 2,5 méter — a tűnyalábos fenyő nemzetség tagjai közül csak az amerikai cukorfenyő (P. lambertiana) nő nála magasabbra. Koronája keskeny kúp alakú; rövid ágainak vége erős, 20 mm-ig kihegyesedő, gyantás, hosszúkás-hegyes rüggyel. Kérge vörös- vagy feketésbarna, a nagyobb táblákat mély barázdák különítik el egymástól. Sima ágai sárga vagy narancsbarna árnyalatúak. Rügye gyantás.
Tűlevelei általában hármasával nőnek. Az ágtól szétnyíló, 12–25 cm (esetenként akár 30 cm) hosszú, 1,5 mm vastag, merev, hegyes, enyhén fűrészes tűk sötétzöldek, minden oldalukon egy sor légcserenyílással. A tűhüvely 8–22 mm hosszú.
Világosbarna, fényes, általában csoportosan ülő toboza tojásdad-hosszúkás, 8–15 cm hosszú, 3,5–5 cm vastag. A pikkelypajzsok többé-kevésbé lapos piramisra hasonlítanak, keresztléccel. „Köldöke” széles, háromélű — vastag, egyenes vagy görbült tüskével.

## Életmódja
Szárazságtűrő, télálló. Minden talajon szépen fejlődik.
Egy-egy tűlevél élettartalma 2–4 év; a tűhüvely marad.

## Felhasználása
Az Egyesült Államokban előszeretettel alkalmazott könnyűszerkezetes építési technológia fő alapanyaga — főleg lakóházakhoz és melléképületekhez. Nagy hátránya, hogy fáját többféle rovar is kedveli.

## Alfajok, változatok
- Pinus ponderosa subsp. ponderosa (törzsváltozat)
- Pinus ponderosa subsp. benthamiana
- Pinus ponderosa subsp. scopulorum — az alapfajnál lassabban növő, a szárazságot jobban tűrő változat. Az alapfajénál rövidebb tűi a hajtások végein túlnyúlva, ecsetszerűen nőnek. Toboza évekig a fán marad (Józsa).

## Felhasználása
Értékes bútorfa, keménysége a keményfákét közelíti. Színe a halvány barnától a sötét mézszínűig változik.
Illóolaja görcs-, illetve hurutoldó.
Bonsai nevelésére alkalmas.
Magyarországon díszfának ültetik. Egy szép példánya látható az Agostyáni Arborétumban.